# Traktorførere
Traktorførere (russisk: Трактористы) er en sovjetisk film fra 1939 af Ivan Pyrjev.

## Medvirkende
- Marina Ladynina som Marjana Bazjan
- Nikolaj Krjutjkov som Klim Jarko
- Boris Andrejev som Nazar Duma
- Stepan Kajukov som Kirill Petrovitj
- Pjotr Alejnikov som Savka